# Биков, Артём Эльбрусович
Артём Эльбрусович Биков (род. 8 сентября 1963, Свердловск) — российский предприниматель и государственный деятель.

## Биография
После окончания средней школы (в 1980 году) поступил в Свердловский педагогический институт. В 1982 году был призван на службу в Вооружённые Силы СССР. После демобилизации в 1984 году поступил в Свердловский юридический институт, который закончил в 1988 году (квалификация — правовед). В 1988—1990 гг. учился в аспирантуре Свердловского юридического института.
В 1990—1991 годах — начальник юридического отдела объединения «Урал-Советы». В 1991—1992 гг. работал в Комитете по управлению государственным имуществом (КУГИ) Свердловской области: начальник юридического отдела, затем начальник юридического управления — заместитель председателя Комитета.
В 1992—1997 годах — президент юридической компании «Юркон» (г. Екатеринбург). В декабре 1995 года участвовал в выборах в Государственною Думу второго созыва по 165-му Орджоникидзевскому округу; набрал более 10 % голосов и занял третье место, уступив депутату Совета Федерации Г. Н. Кареловой и бывшему председателю облсовета А. В. Гребёнкину. Во время избирательной кампании Биков подвергся нападкам в новостных сюжетах телекомпании Телевизионное агентство Урала. Через десять лет, в декабре 2005 года, телекомпания в своём эфире принесла Бикову извинения.
26 сентября 1997 года назначен заместителем руководителя Федеральной службы России по делам о несостоятельности и финансовому оздоровлению (ФСДН России). 15 июня 1998 года назначен первым заместителем руководителя службы. 7 сентября 1999 года переутверждён в должности в связи с преобразованием ФСДН в Федеральную службу России по финансовому оздоровлению и банкротству.
В октябре 1999 года назначен генеральным директором ОАО «Тюменьэнерго» (г. Сургут) — второй по величине (после Мосэнерго) энергосистемы России. Назначению Бикова предшествовала «силовая» отставка прежнего гендиректора Валентина Богана, связанная с его попыткой вывести Тюменьэнерго из-под контроля РАО ЕЭС.
В октябре 2002 года возглавил Уральскую энергетическую управляющую компанию (УЭУК) — 100-процентное дочернее общество РАО ЕЭС, которому были переданы полномочия правлений Тюменьэнерго и Курганэнерго.
В мае 2003 года перешёл на должность советника председателя Правления РАО ЕЭС А. Б. Чубайса. Занимал её до июня 2005 г.
С 2005 года — председатель Советов директоров ООО «Интертехэлектро — Новая генерация», ЗАО «Интертехэлектро» (компаний, занимающихся строительством объектов энергетики) и ООО «Коммерческий банк „Агропромкредит“».
В 2008 году — президент Национальной ассоциации инжиниринговых компаний.